# Farmacia Juanse

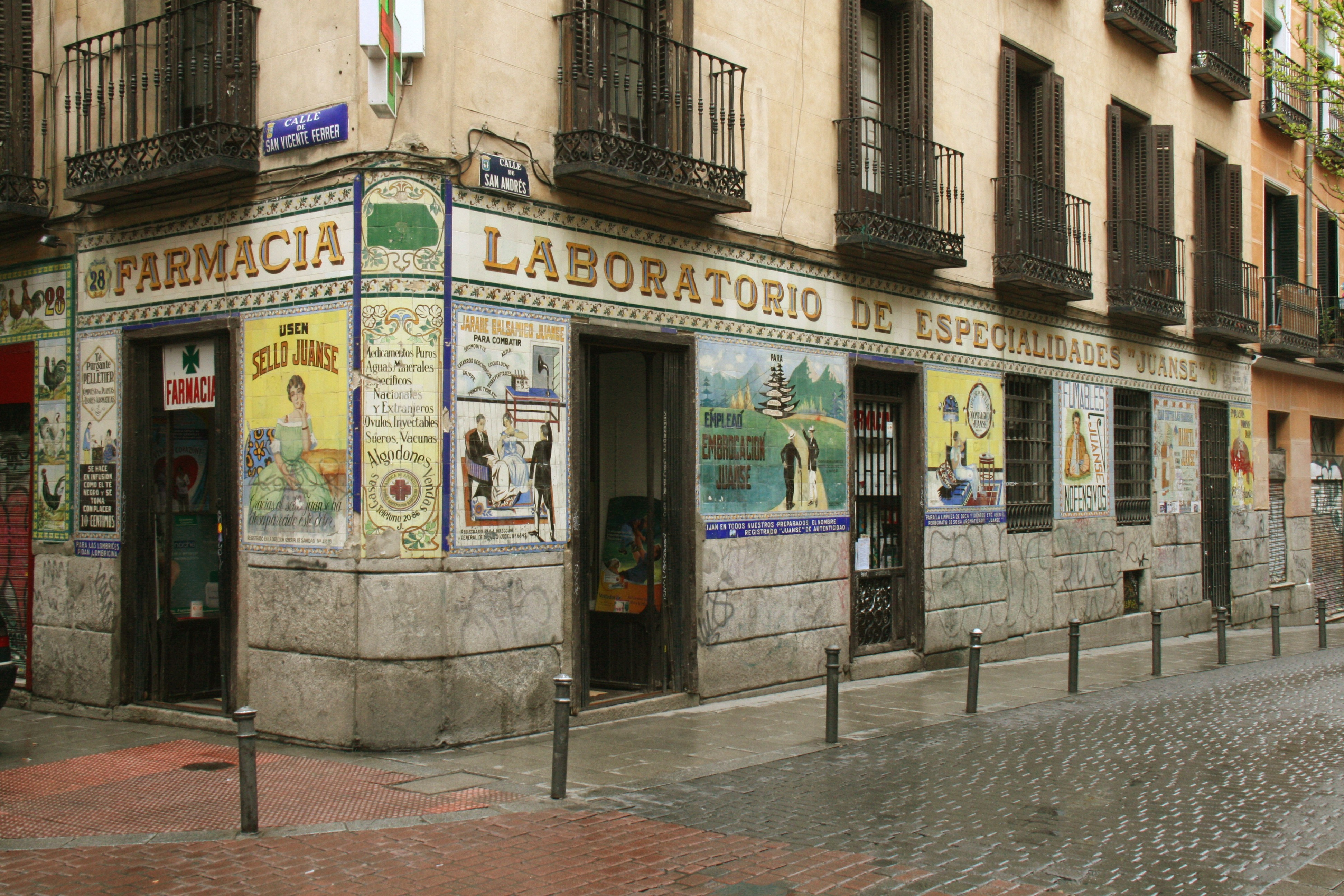
Fachada de la antigua farmacia de los Laboratorios Juanse, con azulejería decorativa publicitaria.

La farmacia Juanse o Laboratorios Juanse fue un comercio farmacéutico del Barrio de Maravillas de Madrid, domiciliado en la calle de San Andrés esquina a San Vicente Ferrer; fundada posiblemente en 1892, el local y su fachada se conservan como patrimonio protegido por su decoración de cerámica, una de las más valiosas de la azulejería publicitaria en los comercios de Madrid.

## Historia

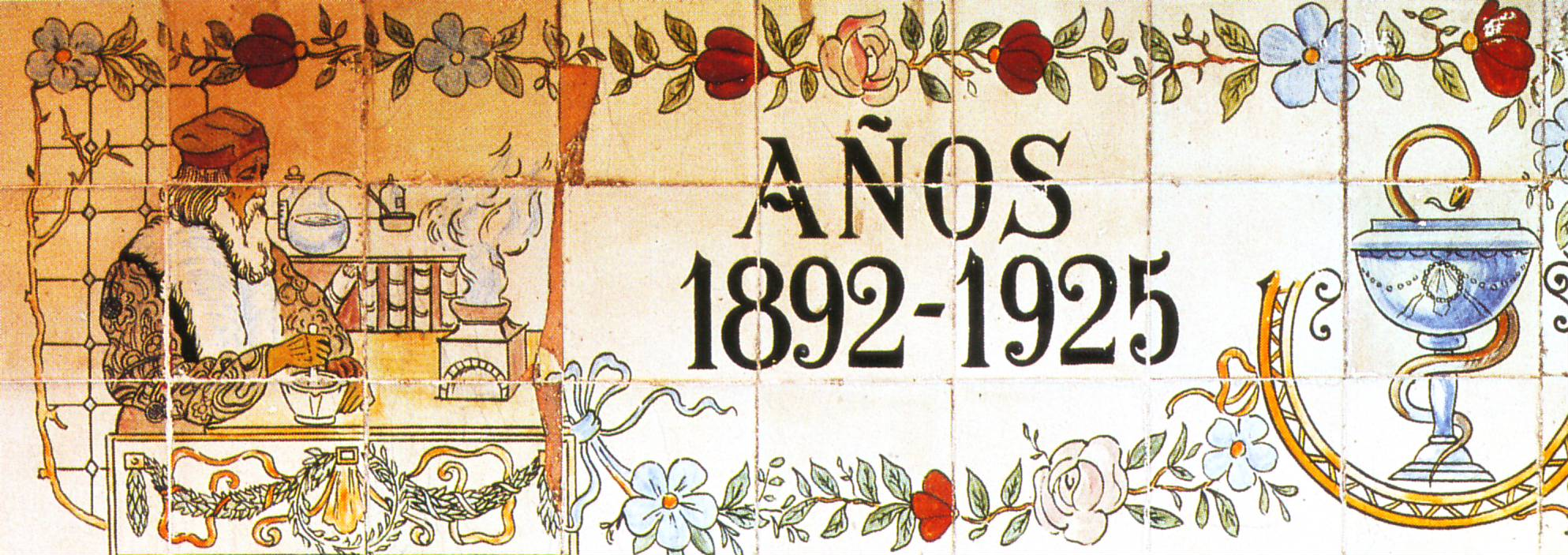
Letrero con la fecha de fundación y la de decoración con azulejería (taller de Enrique Guijo).

Aunque algunas fuentes anotan el 1 de mayo de 1918, y otras el año 1924, como fechas de fundación del negocio, en uno de los lienzos de azulejería que decoran la antigua farmacia figura la fecha de 1892 (acompañada por la de la instalación de la decoración cerámica, en 1925, obra de Enrique Guijo). Ello coincide con la presencia en la capital de España de Juan José Cruz García Rodríguez, un emprendedor y creativo boticario, cuya familia mantuvo la propiedad del negocio hasta 1967, año en que el establecimiento y la licencia pasaron a manos de la familia de farmacéuticos Roquero Lozano. El edificio original en el que se encuentra fue encargado y terminado de construir en 1864 por el santanderino Ángel de las Pozas Cabarga, constructor y antes cantero.
Como ocurriría con otros mucho comercios madrileños de portadas alegres y coloristas, tras la guerra civil española las fachadas de azulejería fueron cubiertas con yeso por sus dueños, para evitar el pago del impuesto franquista sobre publicidad exterior. Desaparecida la tasa, y en el caso de Juanse, los azulejos se descubrieron en 1960. En torno a 1970 los nuevos dueños de la farmacia pintaron la fachada de blanco con unas cenefas azules, estado en el que permaneció durante un tiempo hasta que, de nuevo, se volvió a descubrir. Durante los años siguientes, de manera progresiva, los azulejos fueron llenándose de grafitis, hasta su limpieza y protección municipal ya en el siglo XXI. En agosto de 2013, traspasada la licencia a otro local del cinturón madrileño, Juanse cerró definitivamente como farmacia. Un año después, en noviembre de 2014, se abrió el local como Juanse Kafé, cafetería especializada en gastronomía vasco-navarra.

### Decoración
La decoración de los paneles publicitarios en el exterior del establecimiento se instaló hacia 1920. El principal artífice fue el ilustrador-pintor-ceramista Enrique Guijo, aunque en muchos de los paneles aparece la firma "Mardomingo" (¿Marcelino Domingo, Marcial Domingo, Mardomingo apellido?). Se trata de grandes paneles policromados y con cenefas de "cuerda seca" en marcos de lacerías y otros recursos tradicionales, haciendo publicidad de distintos —además de curiosos y divertidos— remedios farmacéuticos relacionados con los males y enfermedades de la época (comienzos del siglo XX).

Detalle de los paneles exteriores
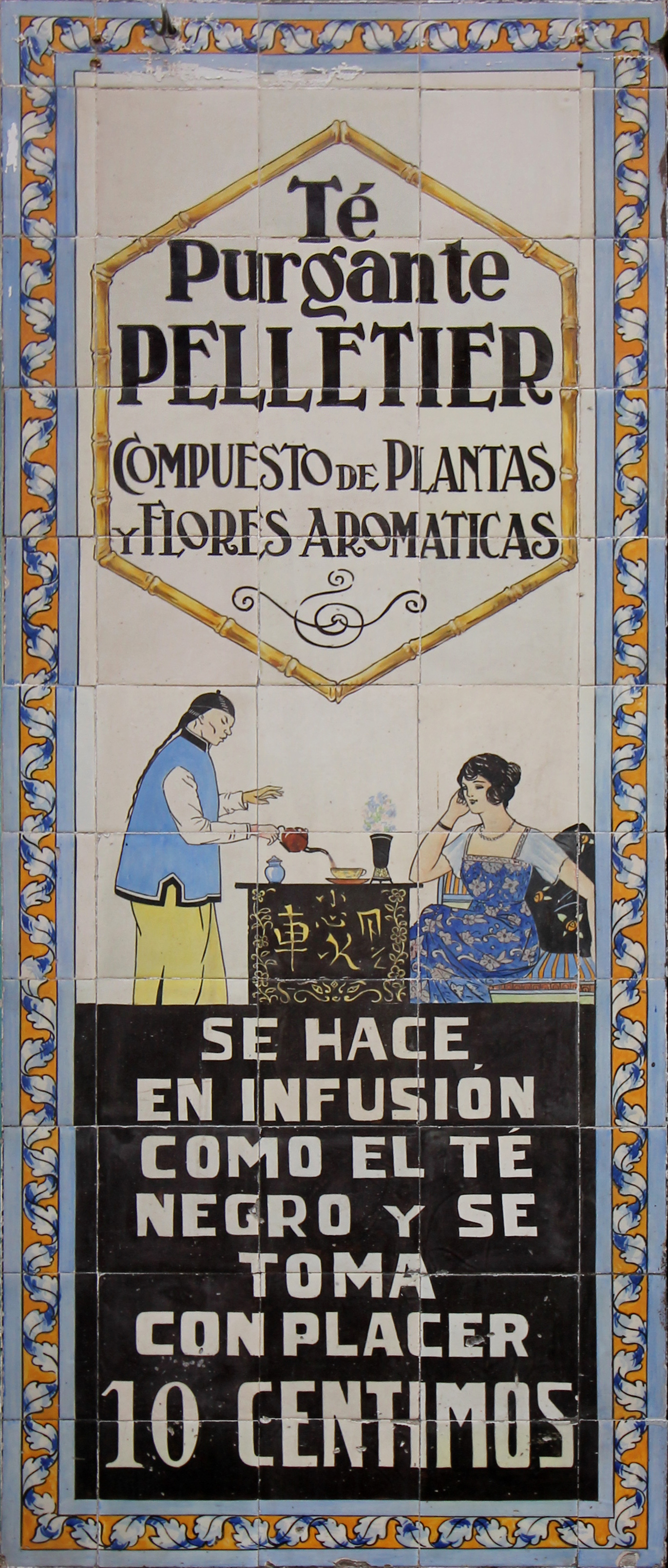
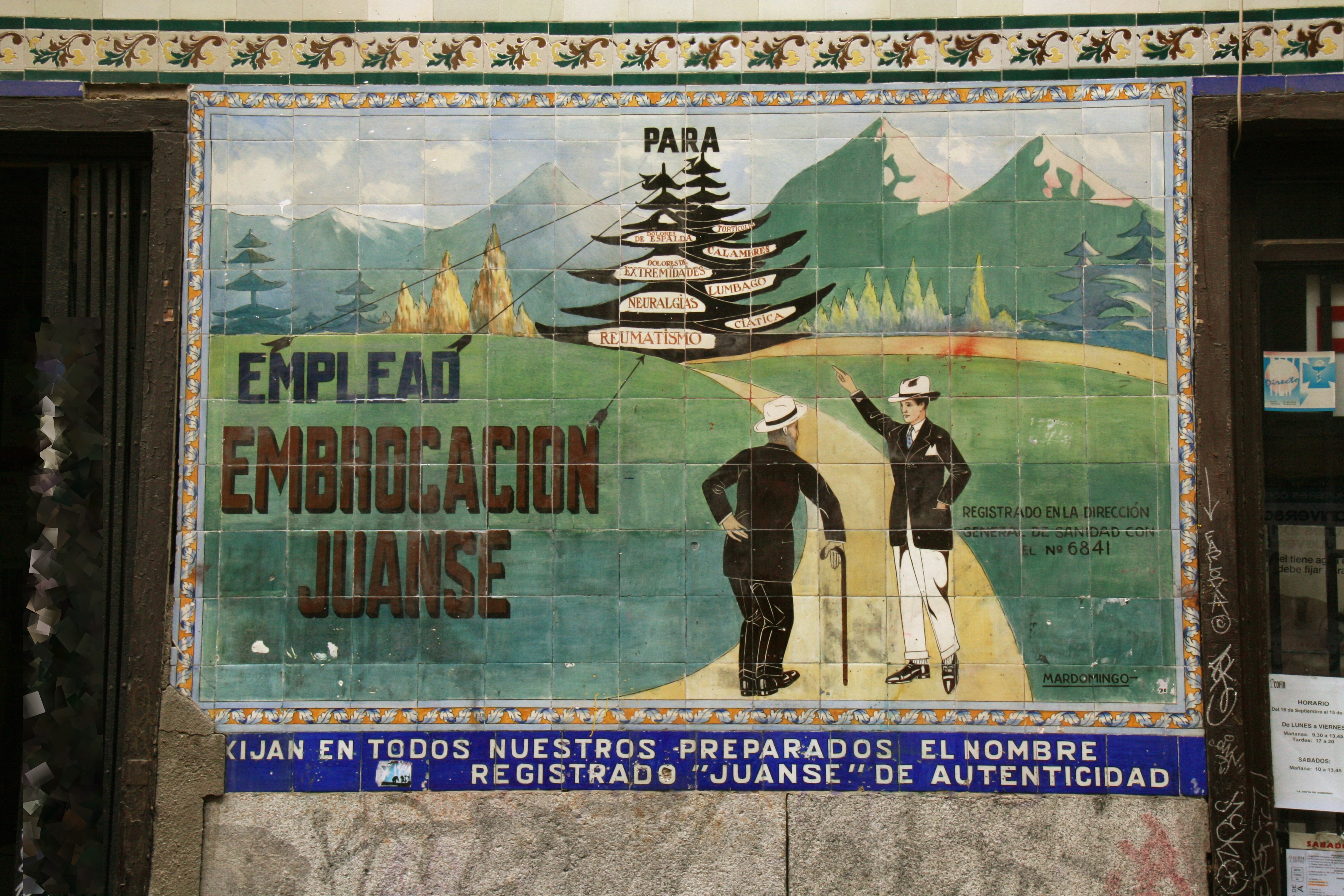
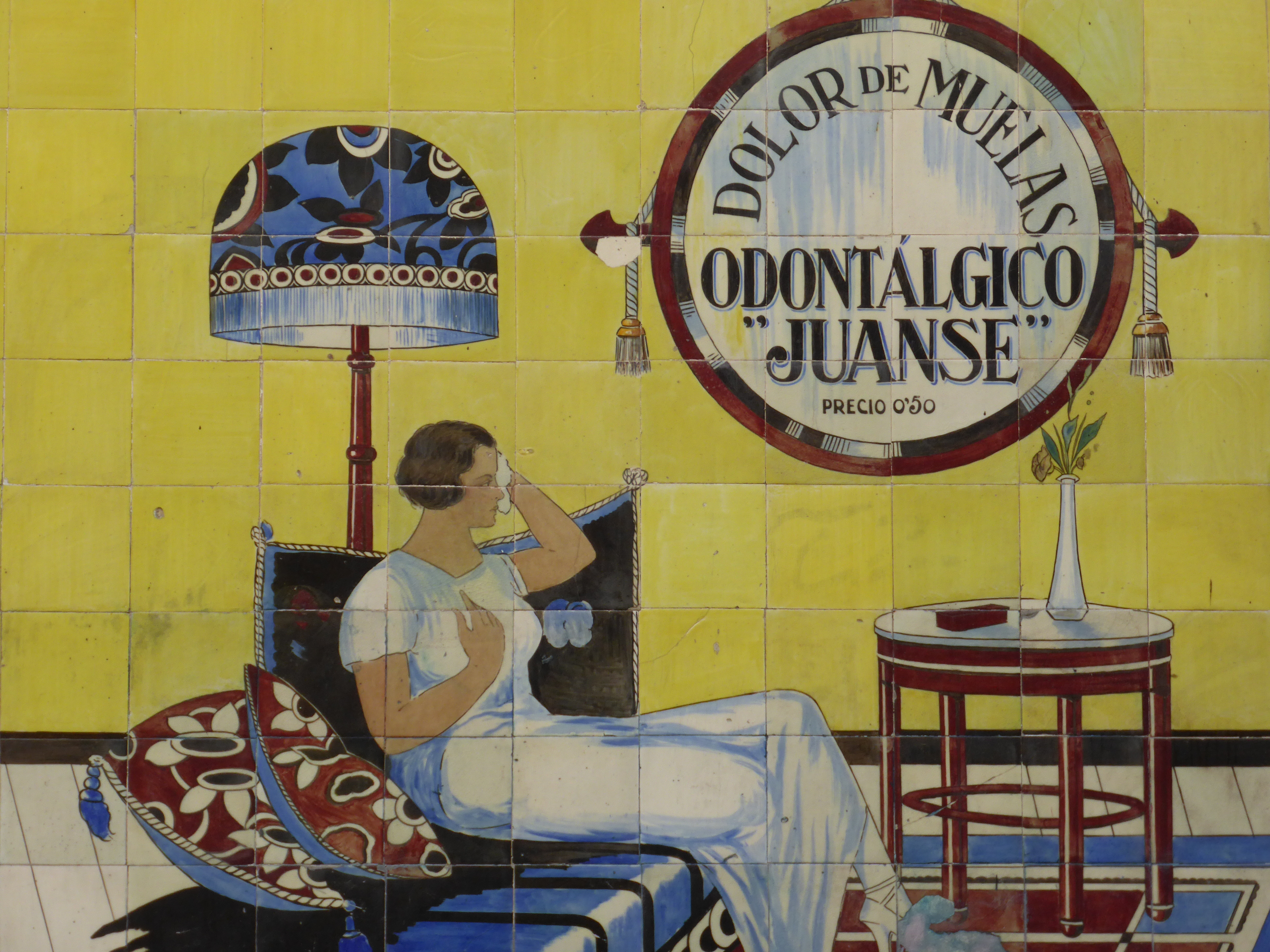
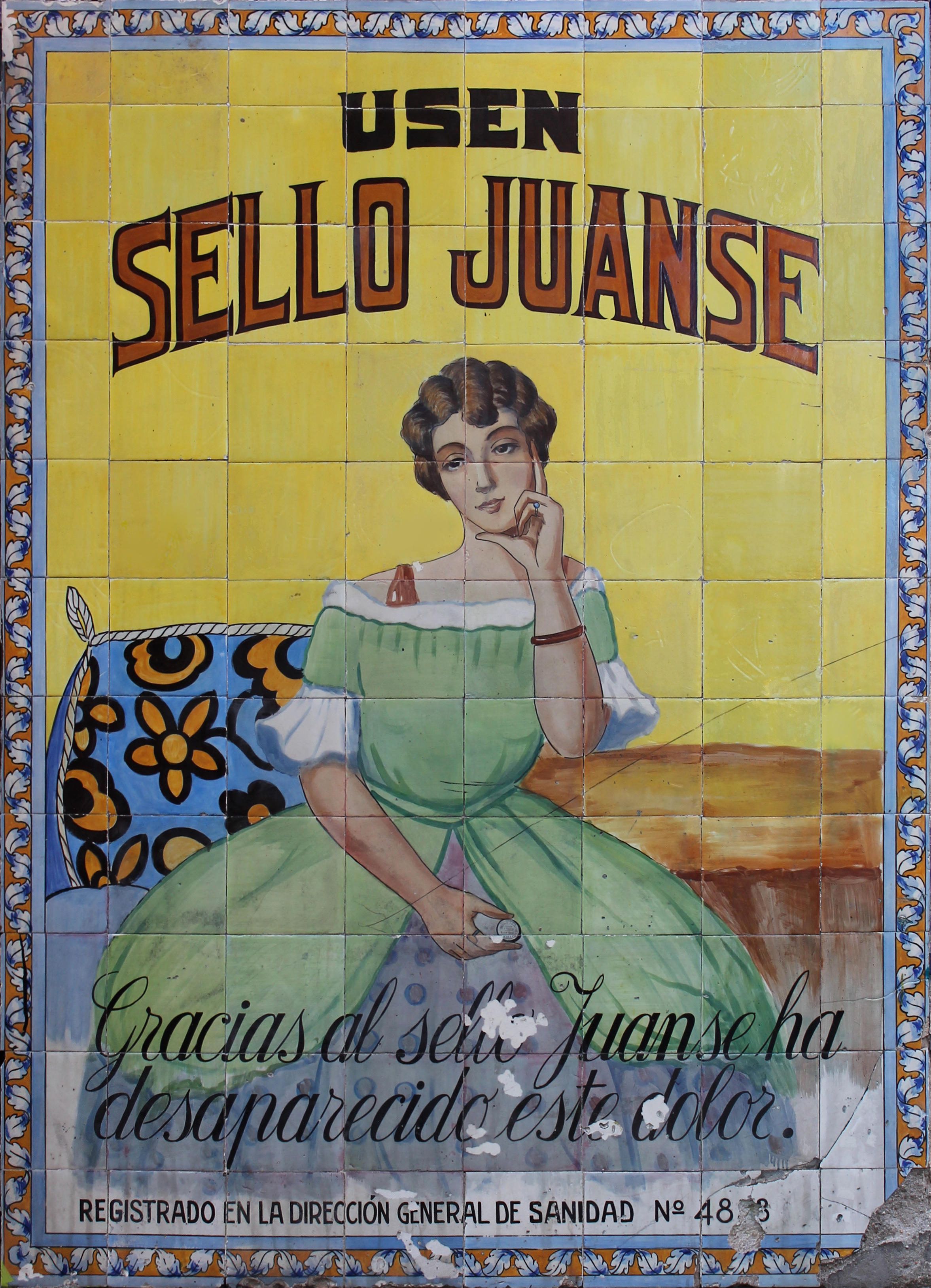